# Marco Pórcio Catão (filho de Catão, o Jovem)
Marco Pórcio Catão (em latim: Marcus Porcius Cato; c. 73 a.C.–42 a.C. (31 anos)) foi um político da gente Pórcia da República Romana. Era filho de Catão, o Jovem, de seu primeiro casamento com Atília. Apesar de jamais ter atingido a fama de seus ancestrais, era admirado por seus amigos e parentes, servindo com o pai durante a guerra civil contra César e, posteriormente, na guerra dos liberatores. Catão foi morto na Segunda Batalha de Filipos em 42 a.C..

## Biografia
Marco era irmão de Pórcia Catão, que se casou primeiro com Marco Calpúrnio Bíbulo, um implacável inimigo de Júlio César, com quem serviu como cônsul em 59 a.C., e, depois, com seu primo (pelo lado materno) Marco Júnio Bruto. Lutou na Batalha de Tapso (46 a.C.), depois da qual seu pai, derrotado por César, se matou. Foi perdoado por ele e recebeu permissão para herdar as propriedades de seu pai.
Apesar do perdão, Marco se juntou-se a Bruto e seu aliado, Caio Cássio Longino, no complô que assassinou Júlio Cesar. Depois do assassinato, os dois fugiram para a Grécia, onde Catão lutou nas duas Batalhas de Filipos em 42 a.C.. Ele foi morto na segunda com apenas 31 a.C.. Segundo Plutarco, quando percebeu que seu exército estava sendo derrotado, Marco se recusou a recuar e, ao invés disto, liderou uma carga contra a linha inimiga sem elmo e sem armadura com o claro objetivo de ser morto em combate.